# جوئل سامی
جوئل سامی (انگلیسی: Joël Sami؛ زادهٔ ۱۳ نوامبر ۱۹۸۴) بازیکن فوتبال اهل فرانسه است که در پست مدافع بازی می‌کرد.
از باشگاه‌هایی که در آن بازی کرده‌است می‌توان به باشگاه فوتبال نانسی، باشگاه ورزشی آمیان، و باشگاه فوتبال زولته وارخم اشاره کرد.
وی همچنین در تیم ملی فوتبال جمهوری دموکراتیک کنگو بازی کرده‌است.